# Sony Ericsson Z310
A Sony Ericsson Z310 egy kagylóformájú mobiltelefon. Fekete, rózsaszín és bronz színekben forgalmazták Magyarországon.
87×46×24 milliméteres, 90 grammot nyom. Formája  lekerekített. A külső kijelző felett, világító piktogramok formájában jelzi a töltési állapotot, a nem fogadott hívásokat, a beérkezett üzenetet, valamint a néma üzemmódot.
VGA-minőségű (640x480) fényképek készítésére alkalmas kamerával látták el, mely egy trükkel 1 megapixelesre növeli a fényképek méretét. Ehhez kapcsolódó újítás a képblogolás megjelenése. Azonban csak 640x480-as képet tud készíteni, és a videófelvétel funkció kimaradt. WAP 1.2.1 GPRS, infraport, és Bluetooth is része a készüléknek.
A kagylóforma miatt két kijezőt kapott a telefon. A külső 96x64-es monokróm, a belső 65 ezer színű LCD. A szokásos csengőhangokon kívül az mp3-at is tudja kezelni. JAVA-játékok futtatására alkalmas. Belső memóriája 14 megabájt, amely nem bővíthető.